# Disciplina infantil
La disciplina infantil inclou els mètodes emprats per prevenir problemes conductuals futurs en infants. La paraula disciplina s'entén com a impartir coneixement i habilitats, és a dir, ensenyar. En sentit general, disciplina és la instrucció sistemàtica a un deixeble. Disciplinar significa instruir una persona a seguir un determinat codi de conducta.
Els progenitors fan servir la disciplina per ensenyar als descendents sobre expectatives, directrius i principis. La disciplina ajuda els infants a distingir allò que és correcte d'allò que no ho és i mantenir-se sa i estalvi. Pot incloure recompenses i càstigs per ensenyar autocontrol, augmentar comportaments desitjables i disminuir comportaments no desitjables. Mentre el propòsit de disciplina infantil és desenvolupar i consolidar hàbits socials desitjables, l'objectiu final fomentar seny i moral per tal que l'infant desenvolupi i mantingui l'autodisciplina al llarg de la vida.
Com que els valors, les creences, l'educació, els costums i la cultura de cadascú varia tant amb l'edat i temperament de l'infant, els mètodes de disciplina infantil també són molt variats. La disciplina infantil és un tema que veu d'un ampli ventall camps relacionats, com ara la criança, la pràctica professional conductista, la psicologia del desenvolupament, feina social, i diverses perspectives religioses. En anys recents, els avenços en la comprensió de la criança d'afecció han proporcionat noves maneres de comprendre els aspectes teòrics, pràctics i clínics de l'efectivitat i els resultats dels mètodes de criança.
Els darrers anys s'ha debatut a la societat occidental l'ús del càstig corporal sobre infants en general, i s'ha augmentat l'atenció al concepte de "criança positiva" per tal d'encoratjar i recompensar el bon comportament. La consistència, la fermesa i el respecte són tots ells components importants de la disciplina positiva. L'objectiu de la disciplina positiva és ensenyar, formar i guiar els infants perquè aprenguin i practiquin l'autocontrol i perquè desenvolupin l'habilitat de gestionar les emocions, i prendre decisions assenyades pel que fa al comportament personal.
Hi ha diferències culturals notables entre les diverses formes de disciplina infantil. L'avergonyiment és una forma de disciplina i modificació de comportament. Els infants viuen la disciplina i la vergonya de maneres diferents, segons la cultura en què creixen. En general, això depèn de si la societat valora l'individualisme o el col·lectivisme.